# سیرا ویلیج (کالیفرنیا)
سیرا ویلیج (به انگلیسی: Sierra Village) یک منطقهٔ مسکونی در ایالات متحده آمریکا است که در شهرستان توآلومی، کالیفرنیا واقع شده‌است. سیرا ویلیج ۶٫۵۴۹ کیلومتر مربع مساحت و ۴۵۶ نفر جمعیت دارد و ۱٬۴۵۹٫۱ متر بالاتر از سطح دریا واقع شده‌است.